# Podfukáři 2
Podfukáři 2 (v anglickém originále Now You See Me 2) je americký thrillerový film z roku 2016. Režie se ujal Jon M. Chu a scénáře Ed Solomon. Hlavní role ve filmu hrají Jesse Eisenberg, Mark Ruffalo, Woody Harrelson, Dave Franco, Daniel Radcliffe, Lizzy Caplan, Jay Chou, Sanaa Lathan, Michael Caine a Morgan Freeman. Snímek je sequelem filmu Podfukáři z roku 2013.
Pokračování Podfukářů bylo potvrzeno 3. června 2013. Natáčení začalo v listopadu 2014 a skončilo v květnu 2015. Film měl premiéru v New Yorku 6. června 2016 a do kin byl oficiálně uveden 10. června 2016.

## Obsazení
| Jesse Eisenberg         | J. Daniel Atlas                   |
| Mark Ruffalo            | agent Dylan Rhodes/Shrike         |
| Woody Harrelson         | Merritt McKinney a Chase McKinney |
| Dave Franco             | Jack Wilder                       |
| Lizzy Caplan            | Lula May                          |
| Daniel Radcliffe        | Walter Mabry                      |
| Morgan Freeman          | Thaddeus Bradley                  |
| Jay Chou                | Li                                |
| Sanaa Lathan            | agentka Natalie Austin            |
| Michael Caine           | Arthur Tressler                   |
| Henry Lloyd-Hughes      | Allen Scott-Frank                 |
| Ben Lamb                | Owen Case                         |
| David Warshofsky        | agent Cowan                       |
| Tsai Chin               | Bu Bu                             |
| Richard Laing           | Lionel Shrike                     |
| Zach Gerard             | Hannes Pike                       |
| Zoey Callandria Jones   | atraktivní žena                   |
| Alberto Calvet Gonzales | vědec                             |
| William Henderson       | malý Dylan                        |

## Produkce
Díky výdělečnému prvnímu filmu ředitel Lionsgate Jon Feltheimer potvrdil, že na začátku roku 2014 začne produkce sequelu. V září bylo potvrzeno, že Jon M. Chu nahradí na postu režiséra Louise Leterriera. V říjnu Michael Caine potvrdil v rozhovoru, že Daniel Radcliffe si zahraje ve filmu jeho syna. Film produkoval Lionsgate a Summit Entertainment. V říjnu 2014 bylo oznámeno, že Isla Fisher už si znovu roli Hanley Reeves nezahraje kvůli jejímu těhotenství a Lizzy Caplan byla obsazena do role Luly May, nová členka Černých jezdců. Dne 25. listopadu 2016 Mark Ruffalo přidal na facebook fotku ze začátku natáčení sequelu, film se natáčel v Londýně. Dne 11. března 2015 se začalo natáčet v Číně, kde se natáčelo v Macao a v tamním vědeckém centru. Natáčení skončilo 12. května 2015 v New Yorku.

## Děj
Všichni Čtyři jezdci se znovu setkávají, avšak místo Henley Reeves se k týmu připojuje Lula May. To vyvolá nespokojenost u Jacka Wildera, který se rozhněvá na Dylana Rhodese. Dylan Jackovi slíbil, že po odchodu Henley se Jack vrátí na scénu, což se nestalo (Jack Wilder v prvním dílu Podfukářů předstíral smrt). 
Přesto tým pokračuje a připravuje další představení, během kterého odhalí, že softwarová společnost OCTA krade uživatelská data. Plán však selže, protože je někdo sabotuje. Během vystoupení se navíc prozradí dvě důležité skutečnosti: Jack Wilder je naživu a Dylan Rhodes je ve skutečnosti šéf Čtyř jezdců. 
Skupina naštěstí připravila záložní plán – únik z budovy na střechu, odkud sjíždí trubkou do přistavené dodávky. Místo toho se však ocitají v čínské restauraci. Nejprve předpokládají, že někdo změnil trasu trubku (restaurace se nacházela pod budovou), ale při odchodu ven zjistí, že jsou v čínském Macau. Nikdo z jezdců netušil, jak se tam mohli dostat.
V restauraci se však objevil Chase McKinney, dvojče Merritta McKinneyho, který je odvezl ke svému šéfovi, Waltrovi Mabrymu. Mabry, syn Arthura Tresslera, od nich požaduje, aby ukradli Owenu Casovi počítačový čip, jenž umožňuje přístup do jakéhokoli počítače na světě. 
Mezitím Dylan Rhodes čeká na smluveném místě na Jezdce. Neví, co se s nimi stalo, a posílá jim zprávy, ale oni nemohou odpovědět. Následně Dylanovi zavolá neznámé číslo. Po přijetí hovoru zjistí, že to nejsou Jezdci, ale Thaddeus Bradley, kterého před osmi měsíci poslal do vězení. Thaddeus nabízí Dylanovi pomoc s nalezením Jezdců výměnou za své propuštění. 
Dylan nemá jinou možnost. Vydává za agenta Cowena z FBI a zařídí Thaddeusovo propuštění. Thaddeus mu poté prozradí, že Jezdci se nacházejí v Macau. Dylan a Thaddeus společně letí do Macaa. Během letu Thaddeus Bradley odhalí, že ví, že Dylan je syn Lionela Shrika. 
Mezitím se Jezdcům podaří ukrást čip, ale nechtějí ho předat Waltrovi Mabrymu. Proto se telefonicky domluví, že na místní tržiště dorazí někdo z Oka v modrém klobouku. J. Daniel Atlas čeká na tržišti, kde se nakonec objeví Dylan. Daniel ho však pošle pryč. Poté přijde muž v modrém klobouku, který se ukáže být Walterem Mabrym. 
Daniel odmítne čip předat, ale Walterovi muži ho začnou bít, aby ho přinutili. Daniel nakonec předstírá, že se vzdává, a připravuje se čip předat. V tu chvíli zasáhne Dylan, který čip vezme, aby odvedl pozornost. Ve skutečnosti ho ale tajně vrátí Danielovi, který mezitím uteče. Walterovi muži však zajmou Dylana a spolu s trezorem jeho otce ho odvezou k vodě.
Walter požaduje čip, ale Dylan ho odmítne vydat, a tak ho zamknou do trezoru a hodí do vody. Dylan se snaží dveře trezoru vykopnout, ale neúspěšně. Nakonec si vzpomene na hodinky svého otce, s jejichž pomocí se mu podaří trezor otevřít. Už však nemá sílu vyplavat na hladinu a zůstane ležet na dně. Naštěstí ho Jezdci včas zachrání.
Společně pak plánují pomstu Waltrovi. Zjistí, že jeho největším strachem je odhalení, protože i on předstíral svou smrt. Díky čipu by mohli jeho tajemství zveřejnit, avšak zjistí, že čip je falešný – někdo ho musel vyměnit. Naštěstí se objeví dva členové Oka, kteří jim poskytnou dostatek financí na další vystoupení. 
Vystoupení se koná v Londýně během silvestrovské noci a má se skládat ze čtyř částí, přičemž poslední má být velkolepým finále. Uskutečnit se jim však podaří jen první tři, protože čtvrté překazí Chase McKinney. I přesto dosáhnou svého cíle – odhalit Waltera. 
Na závěr Dylan zjistí, že Thaddeus Bradley celou dobu věděl, že je synem Lionela Shrika, a navíc odhalí, že Thaddeus a Lionel byli partneři.

## Přijetí
Film vydělal 65 milionů dolarů v Severní Americe a 269,8 milionů dolarů v ostatních oblastech, celkově tak vydělal 334,8 milionů dolarů po celém světě. Rozpočet filmu činil 90 milionů dolarů. V Severní Americe byl oficiálně uveden 10. června 2016, společně s filmy Warcraft: První střet a V zajetí démonů 2. Za první víkend docílil třetí nejvyšší návštěvnosti, kdy vydělal 22,3 milionů dolarů.
Film získal spíše negativní recenze od kritiků. Na recenzní stránce Rotten Tomatoes získal ze 149 započtených recenzí 34 procent s průměrným ratingem 4,9 bodů z deseti. Na serveru Metacritic snímek získal ze 33 recenzí 46 bodů ze sta. CinemaScore udělil známku A– na škále A+ až F. Na Česko-Slovenské filmové databázi snímek získal 63%.

## Ocenění
| Ocenění           | Datum ceremoniálu | Kategorie                              | Nominovaný   | Výsledek |
| ----------------- | ----------------- | -------------------------------------- | ------------ | -------- |
| Teen Choice Award | 31. července 2016 | Nejlepší letní film                    |              | nominace |
| Teen Choice Award | 31. července 2016 | Nejlepší letní filmová hvězda: herec   | Dave Franco  | nominace |
| Teen Choice Award | 31. července 2016 | Nejlepší letní filmová hvězda: herečka | Lizzy Caplan | nominace |

## Sequel
V květnu 2015 ředitel Lionsgate oznámil, že už začali plánovat třetí díl.